# Caroline Ferrus
Pour les articles homonymes, voir Ferrus.
Caroline Ferrus est une actrice française de cinéma, de télévision et de théâtre née le 5 octobre 1976.

## Biographie
Caroline Ferrus est surtout connue pour son rôle de Dame Mevanwi, l'épouse du chevalier Karadoc, dans la série d'Alexandre Astier, Kaamelott. Lorsque le projet des épisodes pilotes est lancé, elle participe à une audition pour le rôle de la reine Guenièvre, aux côtés d'Anne Girouard et d'Audrey Fleurot. C'est Anne Girouard qui est retenue pour le rôle, mais Alexandre Astier lui confie un an plus tard celui de l'épouse du chevalier Karadoc. À l'occasion du tournage du film Kaamelott : Premier volet, elle reprend son rôle.
Depuis 2017, elle est membre du collectif d'actrices Brut-e.
À l'été 2021, elle est en tournage avec la réalisatrice Lisa Diaz pour son film Libre Garance ! , avec qui elle avait déjà tourné le court-métrage Eva voudrait, en Lozère, aux côtés notamment de Lætitia Dosch et de Grégory Montel.

## Filmographie

### Cinéma

#### Longs-métrages
- 2004 : Une vie à t'attendre de Thierry Klifa
- 2008 : L'Instinct de mort de Jean-François Richet
- 2018 : Ulysse et Mona de Sébastien Betbeder : l'infirmière
- 2021 : Kaamelott : Premier Volet de Alexandre Astier : Dame Mevanwi
- 2022 : L'Origine du mal de Sébastien Marnier
- 2022 : La Passagère de Héloïse Pelloquet
- 2022 : Libre Garance ! de Lisa Diaz : Catherine
- 2022 : Les Petites Victoires de Mélanie Auffret : Mme Leclerc
- 2022 : Rodéo de Delphine Deloget
- 2025 : Billie Melody de Christine Paillard  : Claire
- 2026 : Kaamelott : Deuxième volet partie 2 d'Alexandre Astier : Dame Mevanwi

#### Courts-métrages
- 2007 : Trac de Patrice Leconte
- 2010 : Jeux funèbres de Christopher Binder
- 2017 : Conquérantes de Paulin.e Goasmat
- 2017 : Coquette de Christophe Nizou
- 2018 : Personne ne s'aimera jamais comme on s'aime de Laure Bourdon Zarader : mère de Pauline
- 2019 : Aquabike de Thomas Rault
- 2020 : Eva voudrait de Lisa Diaz : Eva
- 2020 : Brut-es de Paulin.e Goasmat
- 2022 : Salicornes de Karina Ykrelef
- 2022 : Derrière la nuit de Jean Decré
- 2022 : Donovan s'évade de Lucie Plumet : Frédérique

### Télévision

#### Séries
- 2005 - 2009 : Kaamelott (M6) d'Alexandre Astier : Dame Mevanwi
- 2006 - 2007 : T'as pas une minute ? (M6) de Christian Merret-Palmair : Lisa
- 2007 : Le tuteur (S4 - 01 : Yann de Jean Sagol) (France 2) : la femme de Julien
- 2017 : Alphonse président (OCS) de Nicola Castro : Pamela
- 2017 : Ben (France 2) d'Akim Isker
- 2018  On K'air (S3) (France 3) de Jules Raillard : Val
- 2024 : Mademoiselle Holmes - Saison 1 Episode 5 (TF1) : Elèna Yvrard

### Clip vidéo
- 2016 : Ces animaux là (Grise Cornac) de Christophe Nizou
- 2021 : Lumière décline (Grand Hall) de Paulin·e Goasmat

### Doublage
- 2021 : Duras l'écriture et la vie (France 5) de Lise Baron
- 2021 : Le trésor du Rhône (France 5) de Saléha Gherdane
- 2021 : Plogoff, les révoltés du nucléaire (France 3) de François Reinhardt
- 2022 : Années 70, quand les prisons s’embrasent (France 3 Grand Est) de Lise Baron
- 2022 : Les marches de la mort (Arte) de Virginie Linhart
- 2022 : Albrecht Dürer (Arte) Frédéric Ramade
- 2022 : Andrée Putman (Arte) Salhéa Gherdane
- 2022 : Les sœurs Nardal, les oubliées de la Négritude de Marie Christine Gambart
- 2022 : La rafle du billet vert de Virginie Linhart

### Publicité
- 2005 - 2011 : diverses publicités dont, Fanta, Renault, Mc Do, La banque postale, Neuf Telecom, PMU...

### Théâtre

#### Mise en scène
- 2008 - 2014 : Pills & Pearls (de Moira Smith et Caroline Ferrus, Amaury Salmon), spectacle musical de jazz
- 2015 - 2018 : Anko, l'empereur au cœur de laque (de Anne Jonas)

#### Comédienne
- Les Ruelles du Plaisir, spectacle baroque conçu autour de textes érotiques du XVIIe siècle
- Les Visionnaires : Hespérie
- Azimut : l'hôtesse de la Lune
- Casimir et Caroline : Caroline
- Onysos le furieux (mise en voix)

## Distinctions
- 2020 : Cinalfama Film Award Edition (Portugal) : prix d'interprétation pour son rôle dans Eva voudrait[1],[2]